# Clara Alfonso
Clara Alfonso Freyre (12 agosto 1961) è un'ex schermitrice cubana.

## Biografia
Ha partecipato ai Giochi della XXII Olimpiade di Mosca nel 1980.

## Palmarès
In carriera ha conseguito i seguenti risultati:
- Giochi Panamericani:

San Juan 1979: oro nel fioretto a squadre.
Caracas 1983: oro nel fioretto a squadre ed bronzo individuale.